# フォスター (芸能プロダクション)
株式会社フォスター（FOSTER co.,ltd.）は、東京都世田谷区に所在する日本の芸能事務所である。

## 来歴
- 1992年（平成4年） - 前身会社「メロディハート（MELODYHEART）」を設立。同年、瀬戸朝香がタレントデビュー。
- 1997年（平成9年）2月 - メロディハートの関連会社として「フォスター（FOSTER）」を設立。その後、メロディハートは規模が小さくなり、フォスターに吸収合併されて廃業。
- 2006年（平成18年）7月 - フォスターの子会社として「フォスタープラス（FOSTER+PLUS）」を設立。

## 所属タレント

### フォスタープラス
- 北乃きい
- 広瀬アリス
- 広瀬すず

### フォスター
- 鈴木杏
- 勝地涼
- 山口香緒里
- 京典和玖
- 岐洲匠
- 伊原六花
- 鈴鹿央士
- 加藤拓也 (作家)（クリエーター）
- 清乃あさ姫
- 天海 塁
- 広田 烈
- 夏生大湖

### 業務提携
- 瀬戸朝香

## 過去の主な所属タレント
- 阿井莉沙
- 青木堅治
- アジャコング
- 荒井萌
- 安藤ニコ
- 一岐美憂
- 江川有未
- 大平うみ
- 緒沢凛
- 佳島みさ
- 神崎詩織
- 廠のえる
- 刈谷友衣子
- 川合千春
- 新川五朗
- 古泉葵
- 須山りく
- 立石ケン
- 飯窪春菜
- 夏生さち
- 長谷川博己
- 北条隆博
- 三島あよな
- 水沢奈子
- 南乃彩希
- 弥尋
- 邑野みあ
- Melody
  - 田中有紀美
  - 望月まゆ
  - 若杉南
- 悠城早矢